# Audomar (biskup Thérouanne)
Audomar (łac. Audomarus, Aldemarus, Odemarus) – żyjący w VII wieku święty Kościoła katolickiego, biskup.

## Życiorys

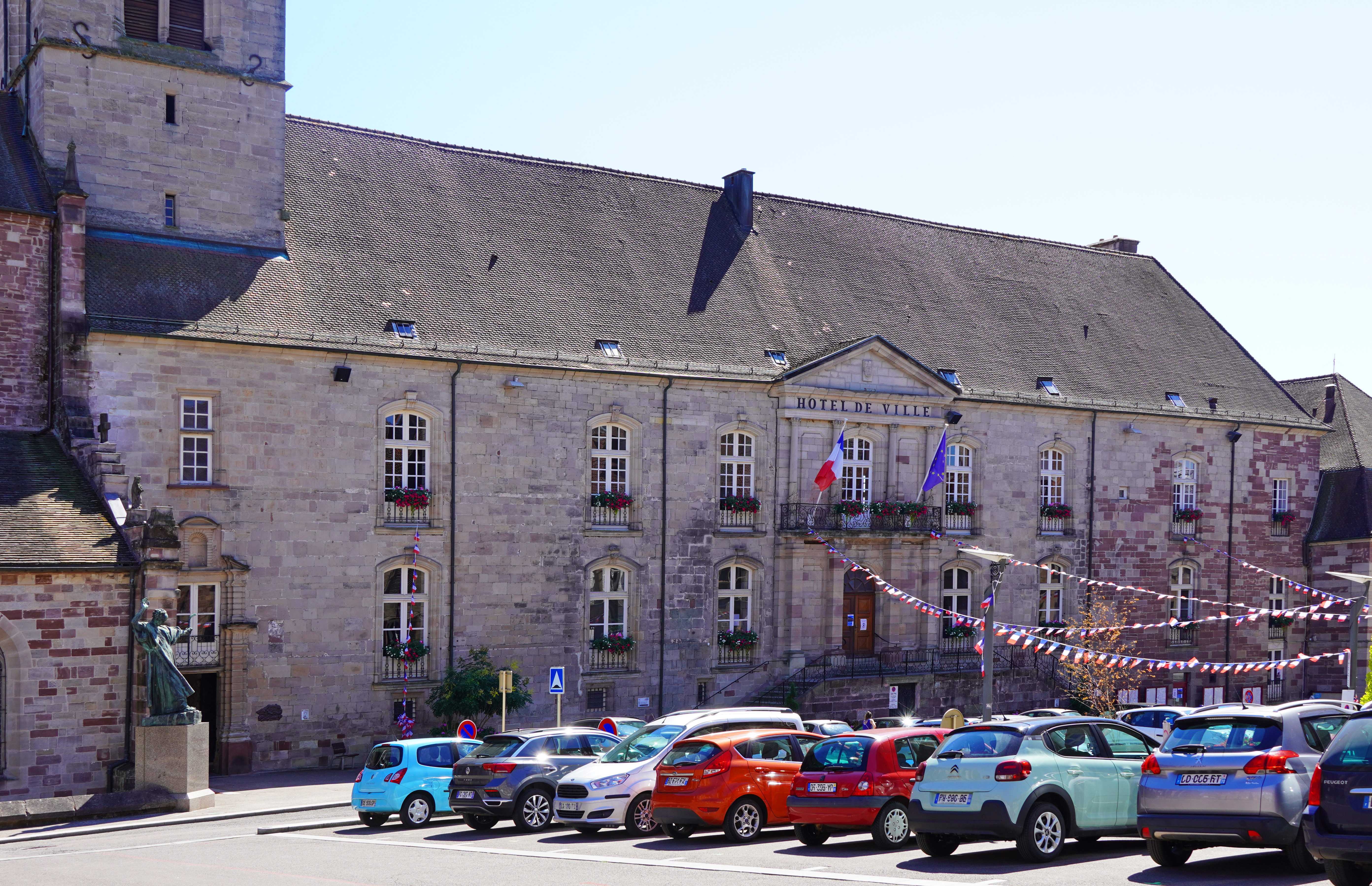
Klasztor Luxeuil

Urodzony w Coutances mnich z klasztoru Luxeuil był uczniem św. Eustazjusza. Na polecenie króla Dagoberta I podjął się ewangelizacji diecezji Thérouanne. Zlecił założenie opactwa w Sithiu (Saint-Omer) przysłanym mu do pomocy normandzkim misjonarzom, między którymi był św. Momelin. W podeszłym wieku stracił wzrok.
Jego wspomnienie obchodzone jest 9 września i 1 listopada.